# 自然再生推進法
自然再生推進法（しぜんさいせいすいしんほう、平成14年12月11日法律第148号）は、過去に損なわれた自然環境を取り戻すため、行政機関、地域住民、NPO、専門家等多様な主体の参加により行われる自然環境の保全、再生、創出等の自然再生事業を推進することに関する法律である。
2002年12月に議員立法により制定され、自然再生の基本理念として多様な主体の連携、科学的知見やモニタリングの必要性、自然再生事業の順応的管理、自然環境学習の場としての活用等が定められており、また、自然再生を総合的に推進するため自然再生基本方針を定めることとされている。
この他、自然再生事業の実施に当たっては、関係する各主体を構成員とする「自然再生協議会」を設置することや「自然再生事業実施計画」を事業主体が作成すること等が定められている。

## 主務官庁
環境省、農林水産省、国土交通大臣